# Schizocosa tristani
Schizocosa tristani är en spindelart som först beskrevs av Banks 1909.  Schizocosa tristani ingår i släktet Schizocosa och familjen vargspindlar. Inga underarter finns listade i Catalogue of Life.